# إبراهيم العمر
إبراهيم بن عبد الرحمن العمر، هو المدير العام للمؤسسة العامة للخطوط الجوية العربية السعودية، الناقل الرسمي في المملكة العربية السعودية أحد أعضاء تحالفسكاي تيم وإحدى أكبر شركات الطيران في الشرق الأوسط. عين مديراً عاماً للمؤسسة العامة للخطوط الجوية العربية السعودية من تاريخ 24-10-2020م (7 ربيع أول 1442هـ)، وهو عضو في مجلس إدارة الخطوط الجوية العربية السعودية منذ 24 يونيو 2020م.

## التعليم
المهندس إبراهيم العمر، حاصل على بكالوريوس الهندسة الكهربائية من جامعة الملك فهد للبترول والمعادن، وجامعة كاليفورنيا، وعلى شهادة برنامج إعداد القادة من جامعة هارفرد الأميركية، إلى جانب تلقيه التدريب في عدة كليات إدارة الأعمال منها كلية لندن للأعمال، ومعهد إنسياد في فرنسا، وكلية هينلي لإدارة الأعمال في بريطانيا.

## مناصب سابقة
تقلد العمر العديد من المناصب القيادية في العديد من الشركات والهيئات كان آخرها محافظ الهيئة العامة للاستثمار منذ 2017 حتى 2020، كما كان رئيسا تنفيذيا للشركة الوطنية السعودية للنقل البحري بين 2014 و2017.،وشغل قبلها منصب نائب الرئيس لقطاع الأفراد لشركة الاتصالات السعودية بين عام 2011 و2013، والرئيس التنفيذي لشركة فيفا البحرين بين عامي 2009 و2011.

## مجالس إدارة
يرأس العُمر مجلس إدارة شركة الشرق الأوسط لإدارة السفن المحدودة، وهو عضو في مجلس إدارة الشركة الوطنية لنقل الكيماويات، وفي مجلس إدارة ملاك الناقلات البترولية والاتحاد الدولي للتلوث.